# Văcăreni
Văcăreni is een Roemeense gemeente in het district Tulcea.
Văcăreni telt 2362 inwoners.
</text>